# Proa

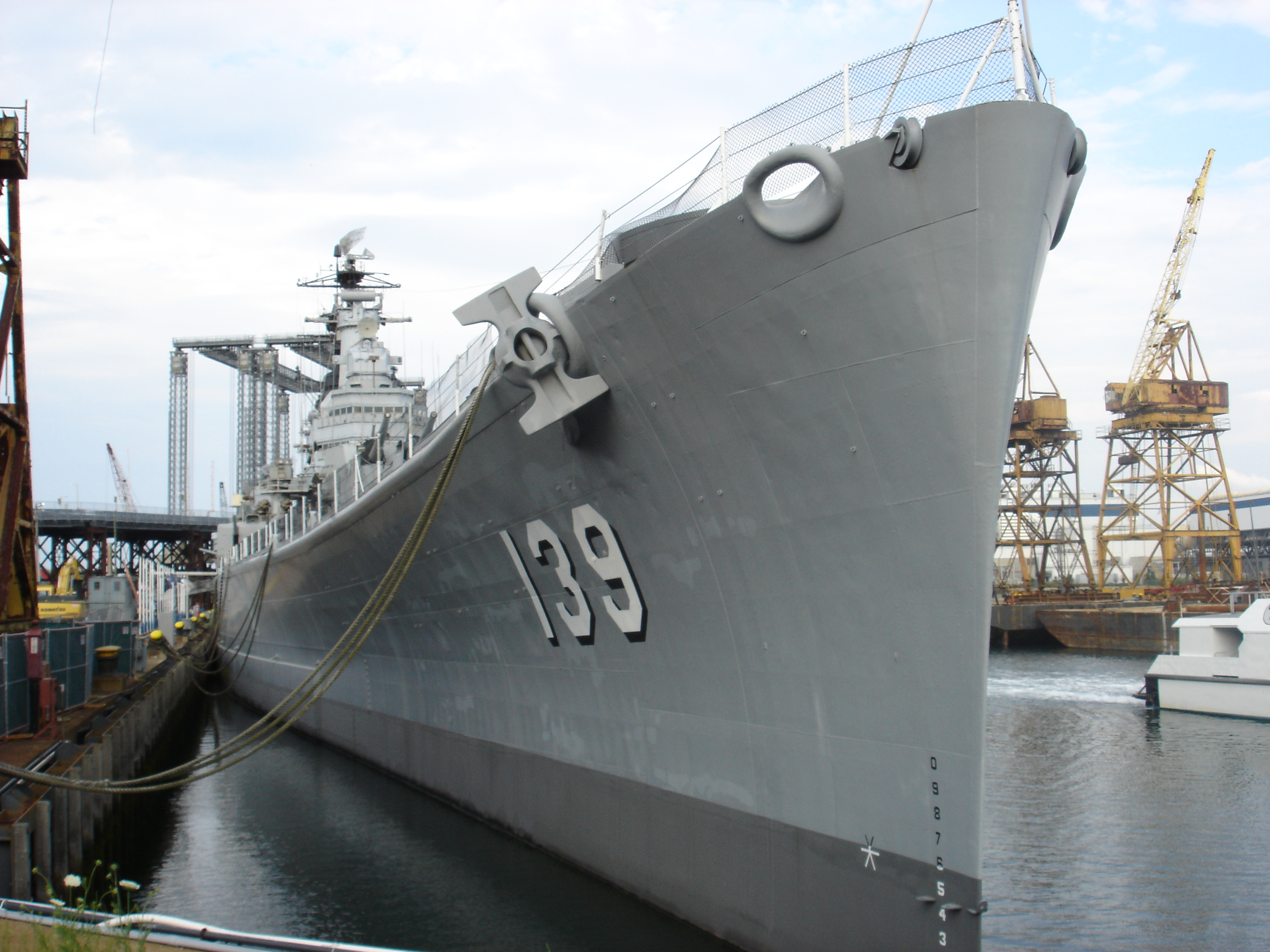
A proa do

A proa é a parte dianteira do casco de um navio ou barco, o ponto que geralmente está mais à frente quando a embarcação está em andamento. A extremidade traseira do barco é a popa.

## Função

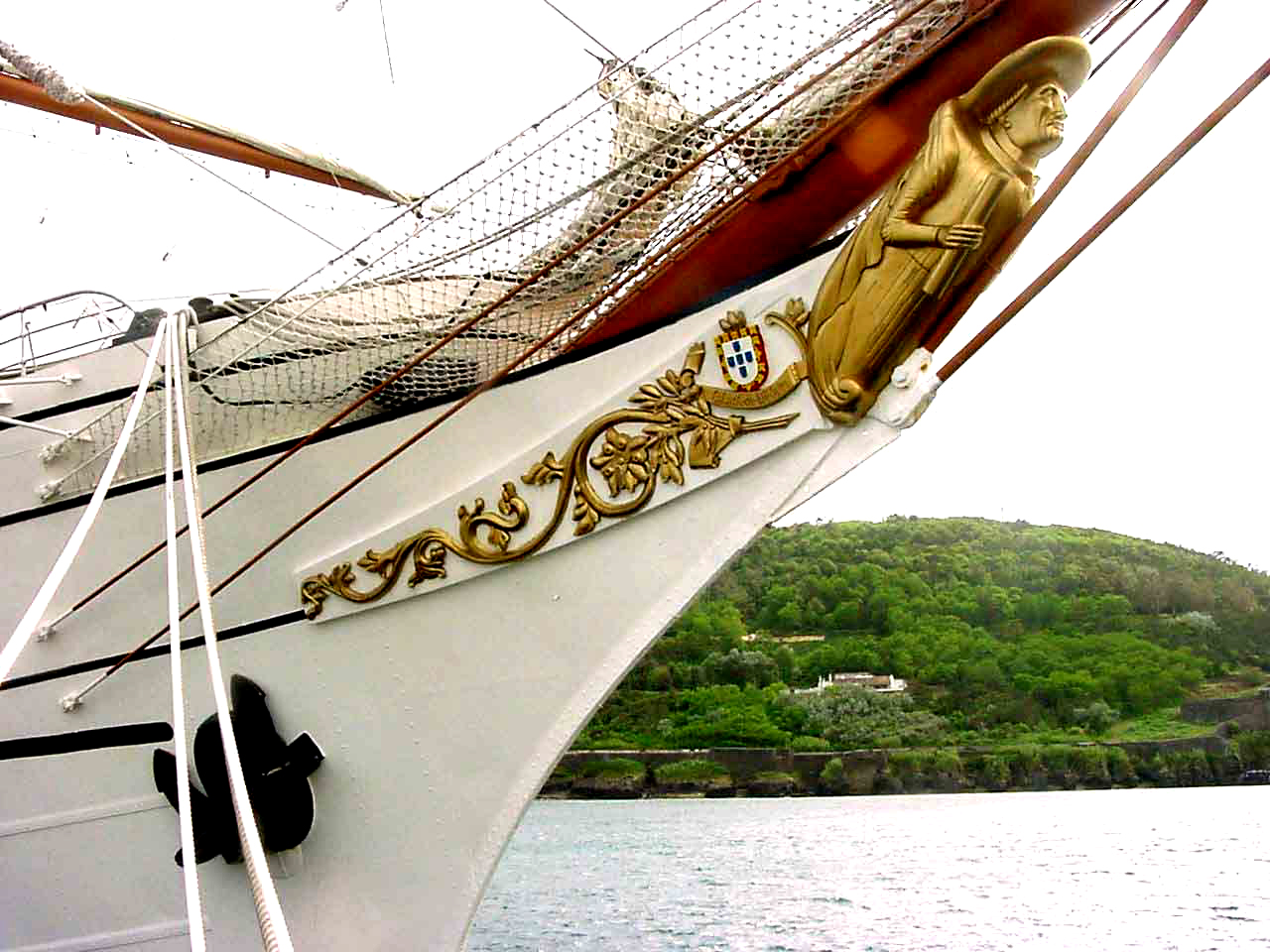
Sagres III, pormenor da proa com o Infante D. Henrique

A proa de um navio deve ser projetada para permitir que o casco passe eficientemente pela água. As formas da proa variam de acordo com a velocidade do barco, os mares ou cursos d'água que estão sendo navegados e a função da embarcação.

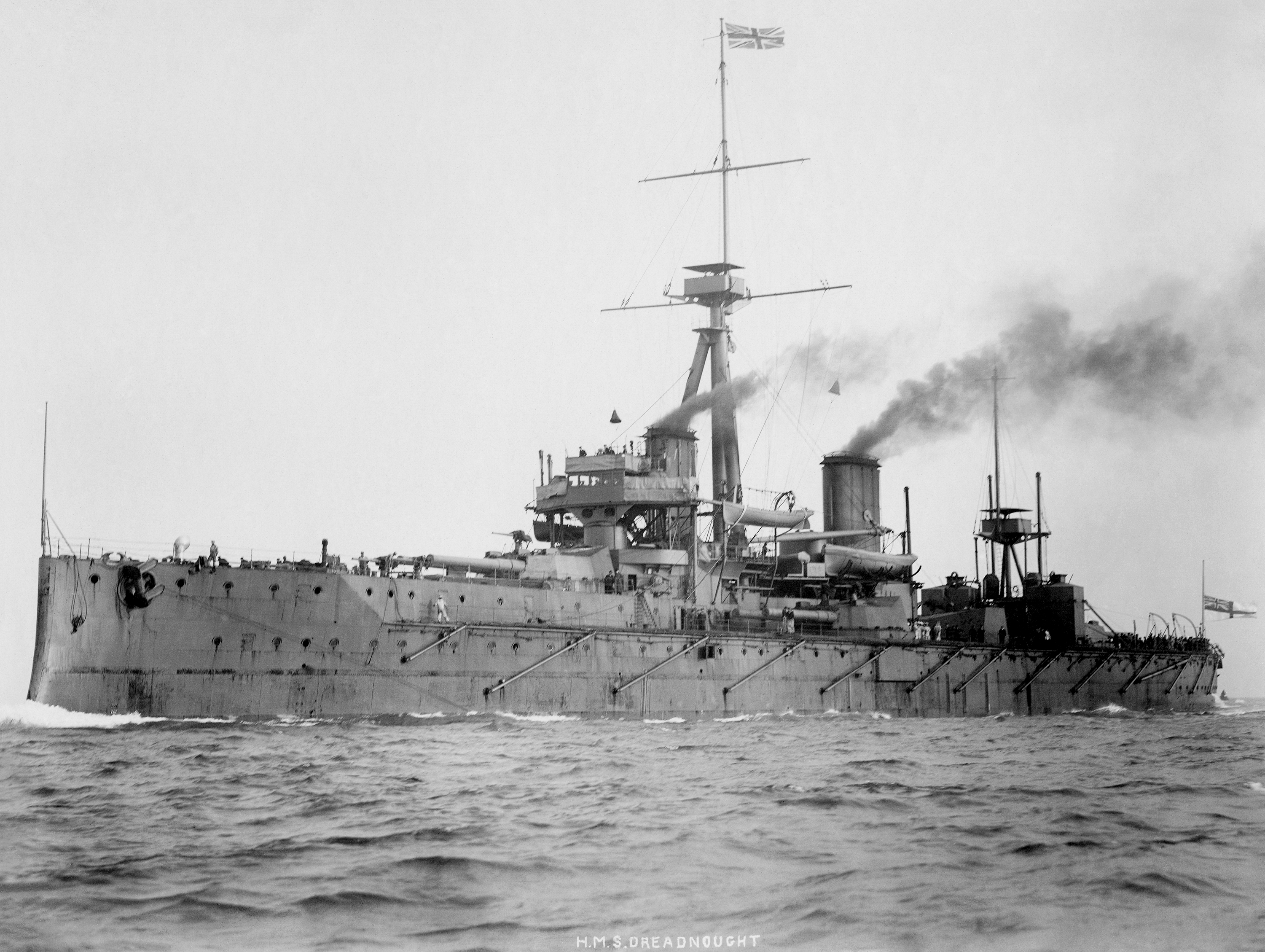
, com arco invertido

O ideal é que o arco reduza a resistência e seja alta o suficiente para evitar que a água lave regularmente por cima dele. As grandes barcaças comerciais nas vias navegáveis interiores raramente encontram grandes ondas, enquanto os navios militares rápidos que operam em alto mar devem ser capazes de lidar com mares pesados. Em navios mais lentos, como petroleiros e barcaças, uma forma de proa mais cheia é usada para maximizar o volume do navio por um determinado comprimento. A proa pode ser reforçada para servir como quebra-gelo.

## Oposto
Numa embarcação, a parte oposta à proa é a popa.